# Crna misa
Crna misa (lat. Missa niger) je naziv za rituale koje su u srednjem vijeku i kasnije navodno obavljale vještice na svojim okupljanjima.
Cilj im je bio izrugivanje katoličkoj misi, prije svega euharistijskog slavlja, oskvrnuće hostije kao simbola tijela Isusa Krista.
Pojam crna misa spominje se prvi put u Engleskoj 1896. godine, no takvi su se obredi održavali još od 17. stoljeća.
Kršćanski autori vjerovali su da se tijekom crne mise molitve čitaju naopačke, služi crna hostija, klanja portretu Sotone, te da se siluju nevine djevojke i žrtvuju djeca i životinje.